# رمز نداء عسكري

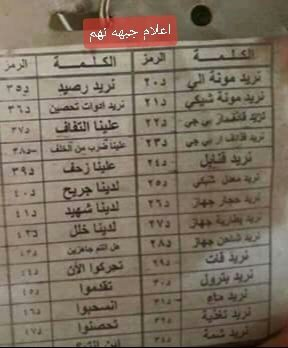
جدول رموز تكتيكية حوثية تم إكتشافها خلال معركة نهم اليمنية في يناير 2020

إشارات النداء العسكرية هي علامات نداء تُخصص كمعرفات فريدة للإتصالات العسكرية. ففي زمن الحرب، تعتبر مراقبة اتصالات الخصم من المصادر المهمة لأي عمليات عسكرية، ويمكن أن تساعد رموز النداء المتسقة في هذا الرصد، لذا في أوقات الحرب، تستخدم الوحدات العسكرية رموز النداء التكتيكية وتغيرها غالبا خلال فترات منتظمة لكي تُصعب على العدو عملية التجسس.
أما في وقت السلم، تستعمل بعض المحطات العسكرية علامات النداء الثابتة في السلسلة الدولية.

## جيش الولايات المتحدة

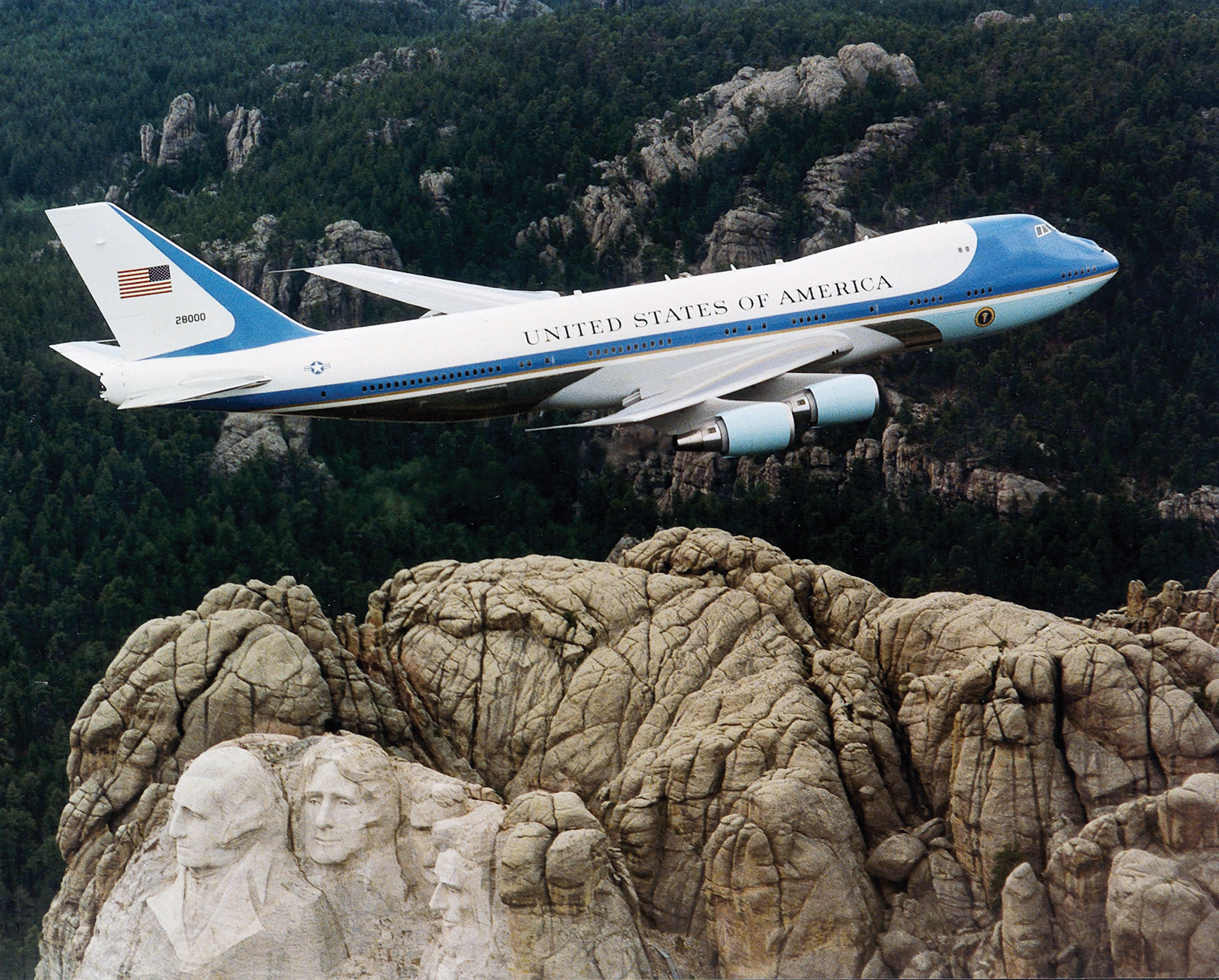
طائرة (SAM 28000) ، هي واحدة من طائرتي بوينغ في سي-25 المستخدمة كطائرة
برمز نداء «اير فورس وان» وهي خاصة لنقل الرئيس الأمريكي، الصورة إلتقطت لها وهي تحلق فوق جبل راشمور في فبراير 2001.

يستخدم جيش الولايات المتحدة علامات نداء المحطة الثابتة التي تبدأ بـ W ، مثل WAR ، والتي تستخدمها مقرات الجيش الأمريكي، وغالبًا ما يتم تحديد رموز النداء التكتيكية إلى وحدة بحجم سرية أو أكبر. على سبيل المثال، رمز «كش ملك» قد يتم تحديده إلى السرية بأكملها وبالتالي «كش ملك الأحمر 6» سيكون رمز أول قائد فصيلة (الأحمر للفصيلة الأولى، والأبيض للثانية والأزرق للثالثة والأسود هو رمز للمقر، وغالبا ما تضاف ألوان أخرى لفصائل أخرى).
مثلا: رمز نداء «كش ملك أبيض 6» هو لقائد الفصيل الثاني.
«كش ملك 6» هو قائد السرية و «كش ملك 6 روميو» هو رمز المشغل للهاتف اللاسلكي للقائد (كلمة روميو هي لفظ صوتي يعود للناتو للحرف R). وبموجب اتفاقيات حلف شمال الأطلسي، تم تحديد رقم 6 للقائد، و 5 لثاني قائد تنفيذي أو مسؤول تنفيذي، و 7 لضابط الصف.
أيضًا، غالبًا ما يكون لدى السرايا الحرف الذي تم تعيينه أحد الحروف ("A" أو "B" أو "C" أو "D") ليكون الحرف الأول من رمز ندائهم. هذا يعني أن سرية "C" يمكن أن تستخدم "Checkmate" كرمز اتصالها. وإحدى علامات النداء المحددة المستخدمة في غالب الجيوش هي DUSTOFF ، والتي يرجع تاريخها إلى أول وحدة إسعاف جوي مخصصة في فيتنام.
تبدأ رموز النداء الثابتة لمحطات سلاح الجو بالولايات المتحدة بالرمز A ، مثل AIR ، والذي يستخدمه مقر القوات الجوية الأمريكية. تستخدم القوات الجوية الأمريكية أيضًا معرفات شبه ثابتة تتكون من اسم متبوعًا برقم من رقمين أو ثلاثة أرقام.
ويتم تحديد الاسم إلى وحدة على أساس شبه دائم؛ وتتغير فقط عندما تذهب وزارة الدفاع الأمريكية إلى درجة تهديد (ديفكون) بدرجة 3. على سبيل المثال، سيتم تعيين رمز "JAMBO 51" لطائرة معينة من طراز B-52 من الجناح الخامس قنابل، في حين أن رمز "NODAK 1" ستكون مقاتلة من طراز F-16 تتبع الحرس الوطني الشمالي لداكوتا. وعادة ما يعتمد الطيارون العسكريون الأفراد أو غيرهم من ضباط الطيران علامة نداء طيار شخصية.
علامة النداء الأكثر شهرة من هذا النوع هي سلاح الجو واحد (Air Force One) ، التي تُستعمل عندما تنقل أي طائرة تابعة للقوات الجوية الرئيس الأمريكي. وعندما يتم نقل الرئيس على متن مروحية تابعة لقوات مشاة البحرية الأمريكية، فإن رمز النداء هو مارين وان. عندما تم نقل الرئيس جورج بوش، وهو طيار مقاتل سابق في الحرس الوطني الجوي، إلى حاملة الطائرات يو إس إس أبراهام لينكولن في طائرة بحرية من نوع لوكهيد إس-3 فايكنغ، وقد كان ذلك أول استعمال لعلامة نداء "Navy One".
تستخدم البحرية الأمريكية، وفيلق مشاة البحرية بالولايات المتحدة ، وخفر سواحل الولايات المتحدة مزيجًا من إشارات النداء التكتيكية وعلامات النداء الدولية، حيث تبدأ السفن بالحرف N. على سبيل المثال، كان لدى حاملة الطائرات يو إس إس جون كينيدي (CV-67) علامة النداء NJFK للاتصالات غير السرية وللإستخدام لخدمات الملاحة مع السفن الأخرى، ولكنها تستخدم رموز نداء تكتيكية تختلف باختلاف مهمتها.
ستستخدم طائرات سلاح البحرية والقوات البحرية عادةً اصطلاح تسمية على مستوى الولايات بناءً على رمز ذيل الطائرة، ويحدد ذلك الرمز السرب أو الجناح الجوي الذي تتبعه الطائرة، وعدد مكون من ثلاثة أرقام مطبوع على أنف الطائرة المعروف باسم MODEX. بعض الأمثلة: "November Lima Two-Zero-One" أو "Navy November Lima Two-Zero-One.".
هناك خيار آخر يتمثل في استعمال وحدة علامة النداء من المنشور المعروف باسم "JANAP 119"، مثل "Old Nick Two-Zero-One." فقد تستعمل طائرة تابعة لقوات مشاة البحرية الأمريكية إشارة النداء مثل "Marine Delta November One-Zero-Two" أو "Shamrock One-Zero-Two". وقد يتم استعمال علامات نداء تكتيكية أخرى حسب الضرورات والمهام الموكلة للطائرة.
دائمًا ما تكون إشارات النداء لطائرة خفر السواحل كلمة «خفر السواحل (Coast Guard)» ورقم الطائرة المكون من 4 أرقام، على سبيل المثال، «خفر السواحل ستة خمسة سبعة تسعة»، على الرغم من أنه يمكن استخدام إشارات نداء أخرى للعمليات الخاصة مثل مهام مكافحة المخدرات.
في المواقف التكتيكية، يستخدم سلاح مشاة البحرية إشارات نداء ذات تسمية مماثلة لتلك الخاصة بالجيش.
وفي مايو 2019، أعلنت البحرية الأمريكية عن إجراءات جديدة لتعيين رموز النداء للطيارين في التدريب لتجنب الأسماء التي يحتمل أن تكون عنصرية.

## جيش المملكة المتحدة
تستخدم الاتصالات الصوتية التكتيكية («شبكة القتال الراديوية») نظامًا لرموز النداء المكونة من حرف - رقم - رقم . وضمن كتيبة المشاة القياسية، تمثل هذه الشخصيات السرايا والفصائل والأقسام على التوالي، بحيث يكون القسم 3، 1 فصيلة من سرية B هو F13. بالإضافة إلى ذلك، يمكن أن تشير اللاحقة التي تلي علامة المكالمة الأولية إلى شخص معين أو مجموعة معينة ضمن علامة المكالمة المحددة، لذلك سيكون F13C هو فريق تشارلي للإطفاء. يمكن استخدام اللواحق غير المستخدمة في علامات النداء الأخرى التي لا تندرج في مصفوفة علامة النداء القياسية، على سبيل المثال يتم استخدام علامة النداء 33A غير المستخدمة للإشارة إلى رقيب السرية.
جزء الحرف من رمز النداء ليس يرمز للسرية (B vs F في المثال أعلاه). بدلاً من ذلك، يتم تعيين تسميات الحروف بشكل عشوائي باستخدام أوراق BATCO ، وتظهر على CEIs (تعليمات الاتصال الإلكترونية)، وتتغير مع رموز BATCO كل 24 ساعة، هذا إلى جانب التغييرات في التردد والإجراء الصوتي الذي يهدف إلى جعل كل وحدة تبدو متسقة، ولتحمي الجيش من تحليل حركة الاتصال المرورية والتنصت. لا يندرج مستخدمو الراديو الآخرون، مثل (برافو اثنين صفرB20)، في طراز الكتيبة القياسي ولكن يتم تعيين رمز نداء للحماية أيضًا.
المتحكم بكل شبكة لديه علامة استدعاء 0 («صفر»)، قد يكون هناك أيضًا متحكم ثاني - إما محطة احتياطية أو قائد قام بتفويض مهام الاتصال إلى عامل اللاسلكي ولكن قد يرغب في بعض الأحيان في التحدث شخصيًا - باستخدام علامة النداء 0A («صفر ألفا»).
استخدمت الأنظمة السابقة سلسلة من عناوين المناصب لتحديد المستخدمين والأفراد، " Sunray "، على سبيل المثال، في إشارة إلى القائد. لم يعد الجيش البريطاني يستخدم معظم عناوين المناصب، لكن لا تزال تستخدم عناوين مثل " Sunray " و (Sunray) Minor. ولا تزال العديد من القوات المسلحة تستخدم عناوين المناصب، بما في ذلك الجيوش الأسترالية ونيوزيلندا والكندية.
| ترتيب | المنصب                      | العنوان      |
| ----- | --------------------------- | ------------ |
| 1     | القائد (كتيبة، سرية، فصيلة) | SUNRAY       |
| 2     | نائب القائد                 | SUNRAY MINOR |
| 3     | المعاون                     | SEAGULL      |
| 4     | ضابط مخابرات                | ACORN        |
| 5     | عسكري من الدرجة الثالثة     | MOLAR        |
| 6     | دروع                        | IRONSIDE     |
| 7     | سلاح المدفعية               | SHELLDRAKE   |
| 8     | مهندس                       | HOLDFAST     |
| 9     | إشارات                      | PRONTO       |
| 10    | المشاة                      | FOXHOUND     |
| 11    | طبيب                        | STARLIGHT    |
| 12    | معدات حربية                 | RICKSHAW     |